# Loja Club Deportivo
Il Loja Club Deportivo è una società calcistica con sede presso Loja, in Andalusia, in Spagna. 
Milita nella División de Honor Andaluza, la sesta serie del campionato spagnolo.

## Tornei nazionali
- 1ª División: 0 stagioni
- 2ª División: 0 stagioni
- 2ª División B: 1 stagioni
- 3ª División: 23 stagioni

## Stagioni
| Stagioni | Categoria | Posizione |
| -------- | --------- | --------- |
| 1968–80  | Cat. reg. | —         |
| 1980/81  | 3ª        | 20°       |
| 1981/82  | Cat. reg. | —         |
| 1982/83  | Cat. reg. | —         |
| 1984/85  | 3ª        | 18°       |
| 1985–99  | Cat. reg. | —         |
| 1999/00  | 3ª        | 12°       |
| 2000/01  | 3ª        | 10°       |
| 2001/02  | 3ª        | 15°       |
| 2002/03  | 3ª        | 6°        |

| Stagioni | Categoria | Posizione |
| -------- | --------- | --------- |
| 2003/04  | 3ª        | 10°       |
| 2004/05  | 3ª        | 17°       |
| 2005/06  | 3ª        | 15°       |
| 2006/07  | 3ª        | 17°       |
| 2007/08  | 3ª        | 17°       |
| 2008/09  | 3ª        | 9°        |
| 2009/10  | 3ª        | 9°        |
| 2010/11  | 3ª        | 3°        |
| 2011/12  | 3ª        | 1°        |
| 2012/13  | 2ªB       | —         |

## Palmarès

### Competizioni nazionali
- Tercera División: 1

2011-2012

### Altri piazzamenti
- Tercera División:

Terzo posto: 2010-2011, 2015-2016